# Vetëm një fjalë
Vetëm një fjalë är en låt framförd av den albanska sångerskan Elsa Lila. Med låten ställde Lila upp i den första upplagan av musiktävlingen Kënga Magjike år 1999. Med låten tog hon sig till finalen och väl där vann hon även den. Låten skrevs av Jorgo Papingji och komponerades av Alfred Kaçinari. 